# Governors Bay
Governors Bay – miasto w Nowej Zelandii, na Wyspie Południowej, w regionie Canterbury.